# NGC 4911
إن جي سي 4911 مجرة حلزونية مضطربة، ومشوه لها حلقة نجمية مركزية بارزة مشرقة تقع في اتجاه كوكبة الهلبة في عمق عنقود كوما المجري على بعد 320 مليون سنة ضوئية. قدرها الظاهري 12,8  وحجمها الظاهري 1,3 دقيقة قوسية وقد اكتشفت في 11 أبريل 1785 من قبل الفلكي البريطاني الألماني المولد فريدريك وليام هيرشيل.
يعتقد أن سبب تشوة إن جي سي 4911 ناتج عن تفاعلها مع مجرة محدبة قضيبة قريبة ومرفقة لها أو من المجرات العديدة القريبة، وهذا يتسبب في تعزيز تشكل النجوم ويتسبب أيضا في مظهرها الحالي. تحتوي المجرة على ممرات غنية بالغبار والغاز بالقرب من مركزها.مع وجود سحب من الهيدروجين داخل المجرة يشير إلى تشكل النجوم المستمر  هذا أمر نادر الحدوث لمجرة حلزونية تقع في قلب تجمع مجري.